# Qu'est-ce que tu vas faire ?
Pour plus de détails, voir Fiche technique et Distribution.
Qu'est-ce que tu vas faire ? est un film français réalisé par Pierre Linhart et sorti en 1996.

## Synopsis
Sarah, la vingtaine avancée et demandeuse d'emploi, se demande également ce qu'elle pourrait bien faire de sa vie…

## Fiche technique
- Titre original : Qu'est-ce que tu vas faire ?
- Réalisation : Pierre Linhart
- Scénario : Pierre Linhart
- Décors : Nicolas Boiscuillé
- Photographie : Sylvia Caillé, Claire Caroff, Cyril Lebre
- Son : Marianne Schoendorff, Franck Cartaut
- Montage : Camille Cotte
- Musique : Guilaine Nicolas-Tambrun, Philippe Miller
- Société de production : Why Not Courts Métrages (France)
- Pays d'origine :  France
- Langue originale : français
- Format : 35 mm — couleur
- Genre : comédie dramatique
- Durée : 32 minutes
- Année de sortie : 1996
- (fr) Classification CNC : tous publics (visa d'exploitation no 89066 délivré le 13 septembre 1996)

## Distribution
- Danièle Arditi
- Boris Bergman
- Claude Duneton
- Amélie Gonin
- Valérie Lagrange
- Vincent Ozanon
- Brigitte Roüan